# Alvaston
Alvaston est une banlieue de la ville de Derby, en Angleterre. Il s'agit d'un ancien village du Derbyshire rattrapé par la croissance urbaine et absorbé par Derby au XXe siècle.

## Toponymie
Alvaston est un toponyme d'origine vieil-anglaise. Il désigne une ferme ou un manoir (tūn) apparetenant à un homme appelé Æthelwald ou Ælfwald. Sa première attestation, qui date de 1002 environ, a pour forme Alewaldestune. Dans le Domesday Book, compilé en 1086, le village est appelé Alewoldestune.

## Géographie
Alvaston se situe à 4 km au sud-est du centre-ville de Derby. La Derwent passe juste au nord du quartier. Il est traversé par la route A6 (en), l'un des principaux axes routiers nord-sud d'Angleterre, ainsi que par la route A5111, une rocade qui contourne Derby par le sud.
Pour les élections locales, Alvaston relève du ward homonyme, qui comprend également les quartiers voisins de Crewton, Pride Park (en) et Wilmorton (en). Ce ward comptait 16 255 habitants au recensement de 2011. Pour les élections à la Chambre des communes, le quartier est rattaché à la circonscription de Derby South.

## Histoire
La première mention écrite d'Alvaston figure dans le testament de Wulfric Spot, un riche propriétaire terrien des Midlands, établi entre 1002 et 1004. Alvaston est l'un des domaines que Wulfric lègue à son neveu Wulfheah, le fils de l'ealdorman Ælfhelm.
Dans le Domesday Book, compilé en 1086, le manoir d'Alvaston est la propriété d'un seigneur anglo-normand, Geoffrey Alselin (en). Sa population est d'environ 8 feux et son revenu annuel est estimé à 10 livres.

## Culture locale et patrimoine

### Lieux et monuments

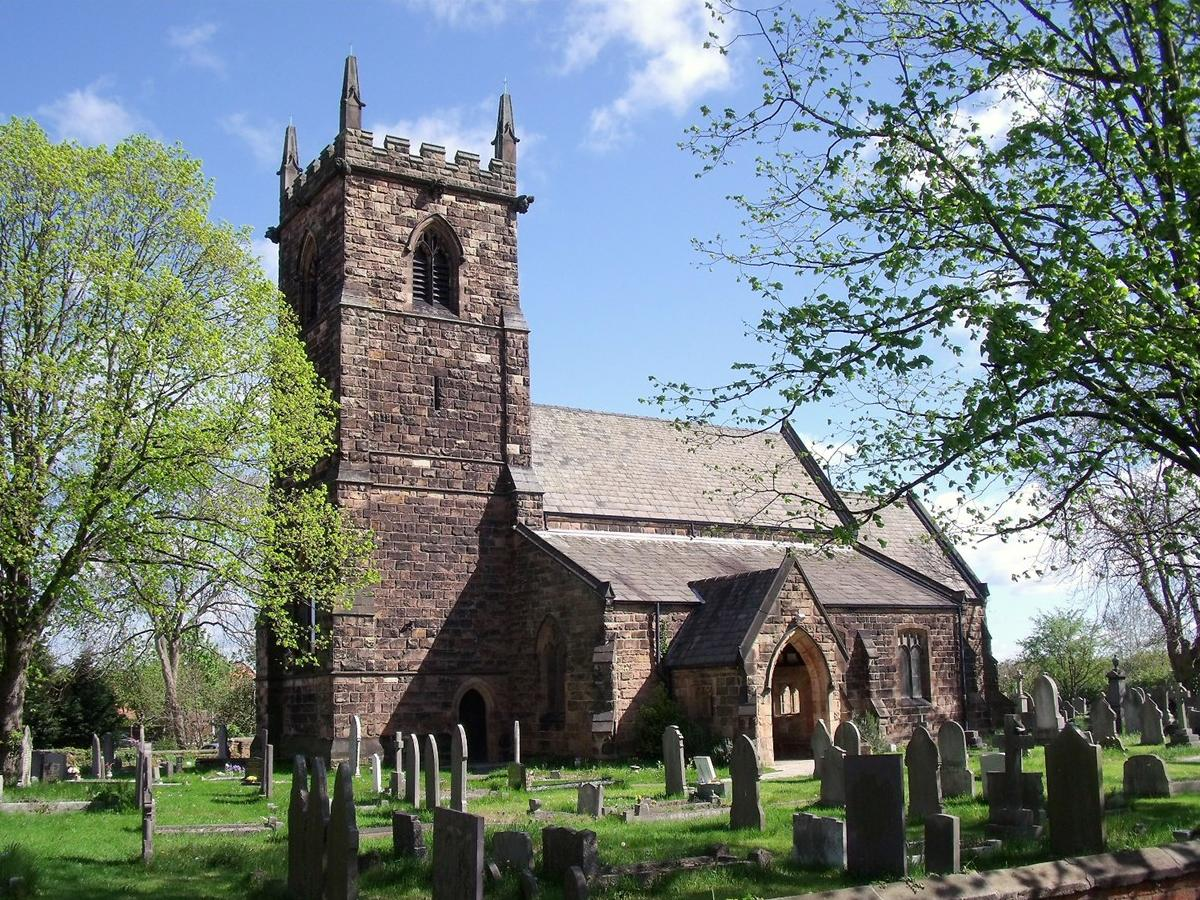
L'église paroissiale d'Alvaston.

L'église paroissiale d'Alvaston est dédiée à saint Michel et tous les saints. Elle est construite entre 1855 et 1856 par l'architecte H. I. Stevens dans le style gothique perpendiculaire et remplace un édifice plus ancien dont ne subsistent que quelques éléments, dont un couvercle de cercueil médiéval. Ce bâtiment est un monument classé de grade II depuis 1977.

### Personnalités liées
- La journaliste Glenda Bailey est née à Alvaston en 1958.
- Le footballeur Jordon Mutch est né à Alvaston en 1991.